# Gran Premio di Lugano 2009
Il Gran Premio di Lugano 2009, ventisettesima edizione della corsa, valido come evento dell'UCI Europe Tour 2009 categoria 1.1, fu disputato il 1º marzo 2009 su un percorso di 178,5 km. Fu vinto dal francese Rémi Pauriol al traguardo con il tempo di 4h34'46" alla media di 38,979 km/h.
Alla partenza erano presenti 158 ciclisti di cui 54 portarono a termine il percorso.

## Ordine d'arrivo (Top 10)
| Pos. | Corridore          | Squadra       | Tempo    |
| ---- | ------------------ | ------------- | -------- |
| 1    | Rémi Pauriol       | Cofidis       | 4h34'46" |
| 2    | Davide Rebellin    | Diquigiovanni | s.t.     |
| 3    | Simon Gerrans      | Cervélo       | a 3"     |
| 4    | Francesco Reda     | Quick Step    | s.t.     |
| 5    | Peter Velits       | Team Milram   | s.t.     |
| 6    | Fredrik Kessiakoff | Fuji-Servetto | s.t.     |
| 7    | Daniel Navarro     | Astana        | s.t.     |
| 8    | Ben Swift          | Team Katusha  | a 16"    |
| 9    | Fabian Wegmann     | Team Milram   | s.t.     |
| 10   | Christian Knees    | Team Milram   | s.t.     |